# Johan Falk – Leo Gaut
Johan Falk: Leo Gaut är en svensk action-thriller från 2009 i regi av Richard Holm med Jakob Eklund och Peter Andersson i huvudrollerna. Filmen släpptes på dvd den 7 oktober 2009 och är den sjunde filmen om Johan Falk.

## Handling
En bil sprängs utanför en lågstadieskola där GSI:s chef Patrik Agrell precis lämnat sina barn. Bilen visar sig tillhöra en kriminell restaurangägare. Händelsen får Johan Falk att återuppta kontakten med Leo Gaut, en före detta kriminell restaurangägare som Johan satte bakom lås och bom för tio år sen (se Noll tolerans), för att försöka få mer information om restaurang- och krogkriget som håller på att blossa upp.

## Rollista
- Jakob Eklund - Johan Falk
- Peter Andersson - Leo Gaut
- Marie Richardson - Helén Andersson
- Helén Söderqvist-Henriksson - Eva Gaut
- Mikael Tornving - Patrik Agrell
- Jacqueline Ramel - Anja Månsdottir
- Meliz Karlge - Sophie Nordh
- Martin Aliaga - Anton Montay
- Jamil Drissi - Tony Mura
- Oscar Berntsson - Johnny Gaut
- Joel Kinnaman - Frank Wagner
- Emil Almen - Anders Lans
- Tind Soneby - Caroline Gaut
- Fredrik Dolk - Peter Kroon
- Henrik Norlén - Lasse Karlsson
- André Sjöberg - Dick Jörgensen
- Lars G Svensson - Lennart Jägerström
- Ruth Vega Fernandez - Marie
- Zeljko Santrac - Matte
- Bahador Foladi - Chris Amir